# Jakob III av Skottland
Jakob III, född 10 juli 1451, död 11 juni 1488, kung av Skottland från 1460. Son till Jakob II av Skottland och Marie av Geldern. Gift med Margaretha av Oldenburg, dotter till Kristian I av Danmark.
Jakob III bortrövades 1456 av guvernören på Edinburgs slott, Alexander Boyd, och kom under Boyds inflytande men grep 1469 själv regeringen under gynnsamma yttre betingelser. Hans svaghet medförde dock en nedgång för kungamakten, och engelsmännen vann framgångar på Skottlands bekostnad.
Hans regeringstid utmärktes av uppror bland adeln, däribland hans egen bror Alexander, hertig av Albany. Hans gunstling Robert Cochrane avrättades efter anklagelser om att bland annat ha förmått Jakob III att mörda sin egen bror. Jakob III stupade i strid med upprorsmännen 1488 i slaget vid Sauchieburn.
Barn:
1. Jakob IV av Skottland född 1473